# Sam Rivers (bassiste)
Pour les articles homonymes, voir Sam Rivers.
 (février 2010).
Si vous disposez d'ouvrages ou d'articles de référence ou si vous connaissez des sites web de qualité traitant du thème abordé ici, merci de compléter l'article en donnant les références utiles à sa vérifiabilité et en les liant à la section « Notes et références ».
Sam Rivers (né le 2 septembre 1977) est un musicien américain. Il est connu pour être le bassiste du groupe de nu metal Limp Bizkit. Il est le cousin de John Otto.

## Parcours
Il grandit à Jacksonville et croisait Wes Borland dans les couloirs de son lycée sans savoir qu'il vivrait plusieurs années de sa vie à ses côtés. L'orchestre de son lycée l'accueille comme tuba avant qu'il ne se consacre pleinement à la basse, écoutant comme Wes des groupes de metal de l'époque comme Black Sabbath. Fred Durst le repère dans son ancien groupe et lui propose de changer de groupe en lui exposant ses idées. Celui-ci accepte.
Sam Rivers s'est très largement inspiré de bassistes funk, ou de bassistes comme Fieldy de Korn. Fieldy, qui parraina avec Korn le groupe, fut en quelque sorte le mentor de Sam Rivers. On peut d'ailleurs voir comme clin d'œil dans le clip de “Faith”, les deux bassistes se donnant des “leçons” . Cependant, il est curieux de voir que le style de Sam Rivers est diamétralement opposé à celui de Fieldy. Aucunement démonstratif, Rivers n'adopte pas du tout la “Slap-Mania” instaurée par Fieldy à toute une nouvelle génération de bassistes nu metal. Au contraire, les lignes de basse de Rivers sont résolument plus funk par moments, comme en témoignent les lignes de “Counterfeit” ou “Stuck” . Mais Rivers sait également se montrer agressif sur des morceaux comme “Pollution” ou “Rollin' (Air raid Vehicle)” .
Sur scène, Rivers se démarque non pas comme Wes Borland, par un jeu démonstratif, mais en jouant constamment au “Head-Pogo”, dans la plus pure tradition heavy metal. Il joue de plus sans médiator, ce qui accentue le côté vrombissant de son jeu et donne un côté plus mélodieux à ses lignes.

## Vie privée
En 2014 Rivers est en couple avec l'actrice x Kayla Paige.
Rivers a révélé en 2020 que son départ de Limp Bizkit était dû à une maladie du foie causée par une consommation excessive d'alcool. Rivers a ensuite reçu une greffe de foie.

## Discographie

### limp bizkit
- 1997 : Three Dollar Bill, Yall
- 1999 : Significant Other
- 2000 : Chocolate Starfish and the Hotdog Flavored Water
- 2003: Results May Vary
- 2005 : The Unquestionable Truth (Part 1)
- 2005 : greatest hits
- 2011 : Gold Cobra

- 2021 : Still Sucks

### sleepkillers
- 2019 : sleepkillers

## Collaborations
- Black Light Burns ft. Sam Rivers - "I Have a Need" (Cruel Melody) 2007

### Caméo dans des clip
- 1998: Korn – Got the Life